# トニー・バートン (サッカー選手)
トニー・バートン（Tony Barton, 1937年4月8日 - 1993年8月20日）は、イングランド・サリー出身のサッカー選手。サッカー指導者。1982年にはアストン・ヴィラFCをUEFAチャンピオンズカップ優勝に導いた。

## 経歴
サットン・ユナイテッドFCでのプレーを経て1954年5月からフラムFCでプロサッカー選手としてのキャリアを始めた。フラムでは49試合に出場し8ゴールをあげた。1959年12月にノッティンガム・フォレストFCへ移籍したがここでは22試合に出場しわずか1ゴールしかあげられなかった。1961年12月、ポーツマスFCへ移籍して選手兼任コーチとなり1967年に現役を引退するまでにポーツマスで130試合に出場34ゴールをあげた。
1980年、ローン・ソーンダース監督率いるアストン・ヴィラFCのスタッフに加わり1981年にイングランド1部リーグ優勝に立会い、1982年2月、ソーンダース監督辞任後はチームの指揮を執った。決勝戦ではバイエルン・ミュンヘンを破りUEFAチャンピオンズカップ制覇を成し遂げた。さらに同年のUEFAスーパーカップでもFCバルセロナを破ったがその後の国内リーグ戦は1983年には6位、1984年には10位に終わった。1984年7月、ノーサンプトン・タウンFCの監督に就任したが1985年4月、心臓発作を起こしチームを離れた。同年9月にサウサンプトンFCのコーチに就任、1988年5月まで務めた。その後ポーツマスFCのコーチに就任、1991年2月からは暫定監督を務めた。
1993年8月20日、心臓発作のため56歳で亡くなった。